# Biantinae
Sous-famille
Les Biantinae sont une sous-famille d'opilions laniatores de la famille des Biantidae.

## Distribution
Les espèces de cette sous-famille se rencontrent en Afrique subsaharienne et dans le Sud de l'Asie.

## Liste des genres
Selon World Catalogue of Opiliones (11/10/2021) :
- Anaceros Lawrence, 1959
- Biantella Roewer, 1927
- Biantes Simon, 1885
- Biantessus Roewer, 1949
- Biantomma Roewer, 1942
- Clinobiantes Roewer, 1927
- Cryptobiantes Kauri, 1961
- Eubiantes Roewer, 1915
- Fageibiantes Roewer, 1949
- Hinzuanius Karsch, 1880
- Hirstienus Roewer, 1949
- Hovanoceros Lawrence, 1959
- Ivobiantes Lawrence, 1965
- Malgaceros Lawrence, 1959
- Metabiantes Roewer, 1915
- Monobiantes Lawrence, 1962
- Probiantes Roewer, 1927
- Tetebius Roewer, 1949

## Publication originale
- Thorell, 1889 : « Aracnidi Artrogastri Birmani raccolti da L. Fea nel 1885-1887. » Annali del Museo Civico di Storia Naturale di Genova, sér. 2, vol. 7, p. 521-729 (texte intégral).